# Port Island, Kobe

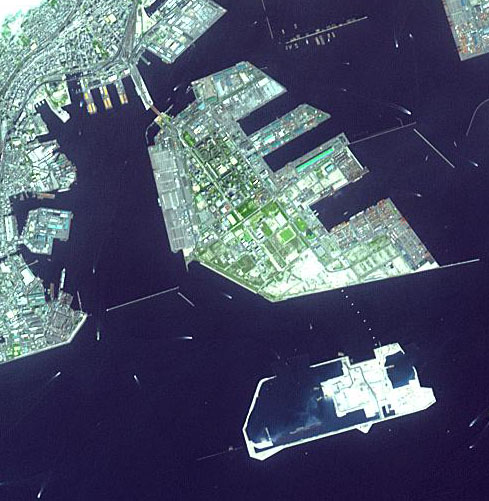
Port Island

Port Island (på japanska ポートアイランド, Pōtoairando) är en konstgjord ö i Osakabukten utanför Kobe, Japan.
Den konstruerades mellan 1966 och 1981. På ön finns bland annat en heliport,[källa behövs] ett flertal hotell och parker och en stor kongresshall.
Kobe flygplats (öppnad 2006) ligger på en närliggande konstgjord ö söder om Port Island.